# Ave Maria

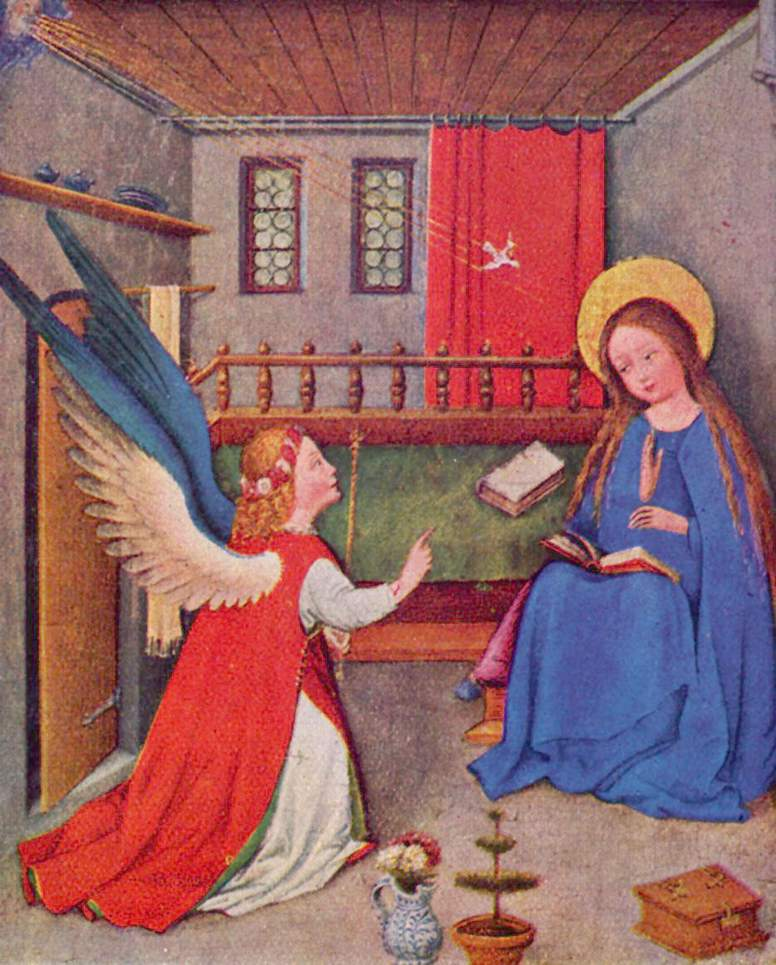
Ave Maria (Bebådelsen, 1410).

Ängelns hälsning, Hell dig, Maria, eller Ave Maria (latin) är en av de mest brukade bönerna inom Romersk-katolska kyrkan, och kan användas i stort sett vid alla tillfällen. Den är en sammansättning av två olika delar. Den första, som använts som bön sedan 1000-talet, består av två citat ur Lukasevangeliet; den bedjande instämmer i ängeln Gabriels hälsning i Lukasevangeliet 1:28 och Elisabets saligprisning av Guds moder Lukasevangeliet 1:42, medan den andra, som tillades från och med 1568 års upplaga av Breviarium Romanum, är en bön till Jungfru Maria om förbön.
Ave Maria används huvudsakligen när man ber Rosenkransen i meditativt syfte, och då tänker man sig framför allt att man läser bönen med henne. Den är även en vanlig botbön, men kan även läsas före måltider etc.

## Texten

### På svenska
Var hälsad, Maria, full av nåd,
Herren är med dig.
Välsignad är du bland kvinnor
och välsignad är din livsfrukt, Jesus.
Heliga Maria, Guds Moder,
bed för oss syndare,
nu och i vår dödsstund.
Amen.

### På latin
Áve, María, grátia pléna,
Dóminus técum.
Benedícta tū in muliéribus,
et benedíctus frúctus véntris túi, Iésus.
Sáncta María, Máter Déi,
óra pro nóbis peccatóribus,
nunc, et in hóra mórtis nóstrae.
Ámen.

## Tonsättning
Ave Maria har tonsatts många gånger. En av de mest kända tonsättningarna gjordes 1859 av Charles Gounod, som lade melodin på det första preludiet från Johann Sebastian Bachs Das wohltemperierte Klavier. Bönen ingår också delvis i Franz Schuberts Ellens dritter Gesang, som därför ibland kallas för just Ave Maria.

## Östortodox version
Inom de Östortodoxa kyrkorna finns det en liknande bön vid namn Hymn till den Allraheligaste Gudaföderskan. I den östortodoxa varianten finns dock inte förbönen med, jämfört med den romersk-katolska.